# Górny Taras (Bydgoszcz)
Górny Taras - największa bydgoska dzielnica przemysłowo-mieszkalna, licząca blisko 150 tys. mieszkańców, położona nad południowym brzegiem Brdy.
Górny Taras obejmuje 16 osiedli (od największego):
1. Szwederowo
2. Wyżyny
3. Kapuściska
4. Błonie
5. Wzgórze Wolności
6. Górzyskowo
7. Jary
8. Glinki
9. Wilczak
10. Łęgnowo
11. Zimne Wody
12. Łęgnowo Wieś
13. Bielice
14. Biedaszkowo
15. Czersko Polskie
16. Wypaleniska